# Mae Nam Kra Buri
Der Mae Nam Kra Buri (Thai: แม่น้ำกระบุรี, „Kra-Buri-Fluss“, oder แม่น้ำปากจั่น, Mae Nam Pak Chan; birmanisch မြစ်ကြီးနား, BGN/PCGN: myitkyina, „Kyan-Fluss“) ist ein Fluss am Isthmus von Kra auf der Malaiischen Halbinsel in Südostasien. Er entspringt in Amphoe Kra Buri im Norden der thailändischen Provinz Ranong und bildet die Grenze zwischen Thailand und Myanmar. Er mündet in die Andamanensee in der Nähe der thailändischen Stadt Ranong und der birmanischen Stadt Kawthaung (Victoria Point), dem südlichsten Punkt von Myanmar in der Tanintharyi-Region.
Besonders bemerkenswert ist seine den Gezeiten unterworfene, bis zu sechs Kilometer breite Trichtermündung, an dessen Ufern der größte geschützte Mangroven-Wald Thailands steht. Das Ostufer des Mae Nam Kra Buri ist ein Naturschutzgebiet, dort befindet sich der Nationalpark Lam Nam Kra Buri. Die südlichen Teilbereiche gehören zum „Ranong Biosphere Reserve“ und zur „Laemson Ramsar Site“, einem nach der Ramsar-Konvention geschützten Feuchtgebiet.